# Ochotona collaris
A Pika-de-coleira (Ochotona collaris) é um pequeno lagomorfo encontrado no Alasca e no Canadá.